# Amaia Romero
Amaia Romero Arbizu (født 3. januar 1999) er en spansk sanger, som repræsenterede Spanien ved Eurovision Song Contest 2018 sammen med Alfred García med sangen "Tu Canción". De havnede på en 23. plads i finalen.